# Хиджаз (вілаєт)
Хиджазький вілаєт (осман. ولاية الحجاز) — вілаєт Османської імперії, що розташовувався на північному заході Аравійського півострова. Утворений 1872 року з частини Абісинського еялету з площею 250 тис. км². Припинив існування з результатів повстання арабів на чолі з шаріфами Мекки під час Першої світової війни.

## Історія
Після відновлення османського панування у 1840-х роках в Мецці й на узбережжі Червоного моря становище в Хиджазі турецьких залог було непевним. Лише у 1860-х роках вони стали тут почуватися спокійно, остаточно приборкавши місцеві арабські племена. Разом з тим ситуація вимагала поліпшити керування цією провінцією. Тому у 1872 році з Абісинського еялету було виокремлено Хиджаз, яке перетворено на вілаєт. Адміністративними центрами стали Мекка (взимку) та Ет-Таїф (влітку). Але того ж року його статус знищено з вілаєту до мутасаррифату, й лише у 1875 році відновлено у статусі вілаєту.
Мецці та Медіні було надано особливий статус, тут повноваження валі розподілялися з повноваженнями місцевих правителів — шарифів. Втім до 1900 року останніх значною мірою було усунено від влади. Разом тим Мекка та Медіна були позбавлені необхідності сплачувати податки, навпаки з державної скарбниці виділялися субсидії для зменшення соціальної напруги між їхніми мешканцями. Втім, у Мецці було розташовано залогу, що становило 7 тис. турецьких вояків. Дещо менші залоги було розміщено в містах Медіна, Джидді, Янбу та Ет-Таїф. У 1874 році створено перші початкові та середні школи за європейським зразком.
Турки побудували нову будівлю губернаторства, казарми, акведук, взяли під свій контроль караванні стежки. Було створено поштово-телеграфну адміністрацію. У 1900 році розпочато спорудження Хиджазької залізниці. У 1908 році була відкрита залізниця від Дамаска до Медіни, що дозволила османському уряду краще контролювати Хиджаз. Була також викуплена у приватної англійської компанії і приєднана як відгалуження залізниця Хайфа — Дару (150 км). Все це викликало невдоволення арабського населення. У 1908 році санджак Медіна було підпорядковано напряму центральному уряду в Стамбулі.
Під час Першої світової війни валі Хиджазу забезпечував необхідним Суецький фронт. Водночас слідкував за спокоєм серед арабських племен, на яких намагалися вплинути британці. Усі війська були об'єднані в Корпус Хиджаз. Поразки на Суецькому фронті активізували діяльність арабів на чолі із шаріфом Хусейном, що наприкінці 1915 року розпочав повстання. Англійці пообіцяли надати йому підтримку і визнати незалежність арабів у всіх районах, що лежать у межах, запропонованих шаріфом Мекки. 5 червня 1916 року Хусейн оголосив незалежність Хиджазу, а 10 червня, побоюючись превентивного удару турків, підняв повстання. Англійці дійсно допомогли йому зброєю і прислали радника — Томаса Лоуренса, згодом прозваного Аравійським. Протягом літа 1916 року Хусейн захопив усі великі міста Хиджазу, крім Медіни, а в жовтні оголосив себе королем арабів. Лише в січні 1917 року Велика Британія і Франція визнали Хусейна королем Хіджазу. У липні 1917 року війська Хусейна взяли Акабу — останній порт на Червоному морі. Лише після мудроського перемир'я 10 лютого 1919 року османська залога в Медіні на чолі з Фахреддін-пашею здалася арабським військам. Відповідно до Севрського договору визнано королівство Хиджаз.

## Структура
Складався з 3 санджаків:
- санджак Мекка складався з кази Мекка та нахії Ет-Таїф
- Медінський санджак — 4 кази: Медіна, Янбу-і Бахр, Ель-Вех, Севарікіх
- санджак Джидда — 2 кази: Джидда, Мамеретул-Гамід

## Населення
Точну кількість населення визначити доволі складно, оскільки османські урядовці не враховували бедуїнські племена, що вели кочовий спосіб життя. Також значну частину становили прочани. За різними відомостями, постійними мешканцями вілаєту було від 400 до 800 тис. осіб. Більшість становили араби, турки мешкали лише у великих містах (були військовиками та чиновниками).

## Економіка
Була доволі бідною провінцією. Основу доходу становило тваринництво, вирощувалися кози, вівці, верблюди. В оазах було розвинено садівництво. Втім, найбільший дохід отримували від прочан, що здійснювали хадж до священних міст Мекки і Медіни. Також скарбницю вілаєту поповнювали збори в порту Джидда, що лежав на вигідному шляху з південної Азії до суецького каналу. В цьому місті розташовувалися представництва більшості європейських держав. Втім, розвиток судноплавства призвів до того, що Янбу стало конкурентом Джидди, внаслідок чого до 1900 року митні збори зменшилися.
Вивозилися до інших вілаєтів Османської імперії фініки, хна, шкури верблюдів, гуміарабік, природний перламутр, бальзам Галеоду, вода зі священного колодязя Замзам. Втім, імпорт домінував на експортом.